# Хулусі Бехчет
Хулусі Бехчет(тур. Hulusi Behçet; 20 лютого 1889 році, Стамбул — 8 березня 1948, Стамбул) — турецький дерматолог, ім'ям якого названа хвороба Адамантіадіса — Бехчета; закінчив Медичну академію Гюльхане у Стамбулі в 1910 році; у 1914 році був призначений заступником головного лікаря у військовий шпиталь Стамбулу.

## Життєпис
Хулусі Бехчет народився 20 лютого 1889 року у Стамбулі; закінчив стамбульську медичну академію Гюльхане у 1910 році і почав працювати у дерматологічній клініці при академії. У липні 1914 він був призначений до військового шпиталю Стамбулу, де став заступником головного лікаря. Під час Першої світової війни працював дерматологом у військовому шпиталі в Едірне, а наприкінці війни — з серпня 1918 — працював у Будапешті і в берлінській клініці Шаріте. Повернувся до Османської імперії у жовтні 1919 року.
Попрацювавши деякий час у власній клініці, у 1923 році Бехчета було призначено головним лікарем у лікарні Хаскьой, яка спеціалізувалася на захворюваннях, що передаються статевим шляхом ; за шість місяців він став старшим лікарем у дерматологічній клініці лікарні Гураба. Після університетської реформи 1933 року він був призначений професором кафедри дерматології і сифілісу. Популярність прийшла до нього завдяки праці над хворобою, названою згодом «хворобою Бехчета» (на медичному конгресі у Женеві 1947 року). У 1939 році він став професором медичного факультету Стамбульського університету; помер 8 травня 1948 року.

## Праці
- Behçet H, Hodara M. Etude histologique expérimentale sur le sublimé appliqué sur la peau normale . Keçecian Matb., Istanbul, 1921.
- Behçet H, Hodara M. Recherches sur la pathogénie de la dermatose produites par les poussiéres d'orge altérées . Istanbul, 1921.
- Behçet H, Hodara M. Un cas de iodide noduleuse, pustuleuse, ecthymateuse et vegétante ou ioderma tubéerosum. Istanbul, 1921.
- Behçet H. Emrazı Cildiyede Laboratuarın Kıymet ve Ehemmiyeti. Istanbul, 1922.
- Behçet H. Halep veya Şark Çıbanlarının Diatermi ile Tedavisi . Orhaniye Matb., Istanbul. Тисячу дев'ятсот двадцять дві.
- Behçet H. Frengi tedavisi hakkında beynelmilel anketlerim. 1923.
- Behçet H. Wassermann Hakkında Noktai Nazar ve Frengi Tedavisinde Düşünceler . Istanbul, 1924.
- Behçet H. Frengi iptidai karhası ve hurdebini teşhisi. 1926.
- Behçet H. Halep veya Şark Çıbanlarının Diatermi ile Tedavisi . Kader Matb., Istanbul. 1926.
- Behçet H, Hodara M, Süreyya. Memleketimizde Arpa Uyuzlarının Menşei Hakkında Etüdler. Istanbul, 1927.
- Behçet H. Frengi Niçin Ayıp Görülür, Frengiyi Neden Gizli Tutmak Adet Olmuştur. Tabiatta Ayıp Denilen Hastalık Var mıdır ?, Belediye Basımevi, Istanbul, 1935.
- Behçet H. Frengi Dersleri. Istanbul, Akşam Matbaası, 1936.
- Behçet H. Frengi tarihi ve geçirdiği devirler. Üniv. Haft. Ist. Üniv. Yayın., No : 47, Ist. 1937.
- Behçet H. Klinikte ve Pratikte Frengi Teşhisi ve Benzeri Deri Hastalıkları . Istanbul, Kenan Basımevi, 1940.